# Мразек, Вацлав
Вацлав Мразек (чеш. Václav Mrázek; род. 22 октября 1925 года, Свинаржов, Кладненский район, Среднечешский край, Чехословакия — 29 декабря 1957 года, Прага, Тюрьма Панкрац, Чехословакия) — чехословацкий преступник, серийный убийца, педофил и некрофил, жертвами которого стали как минимум 7 человек. Мотивы преступлений как сексуальные, так и с целью ограбления. Кроме изнасилований, был также обвинён в 127 других преступлениях.

## Биография
Родился в очень бедной семье, в которой было 12 детей. Некоторое время семья жила в списанном вагоне. Четверо его братьев и сестёр умерли ещё в детстве. Школу бросил после пятого класса. С ведома родителей стал совершать кражи, в основном одежды и продуктов питания. Отец обучал красть и других детей. Главным сообщником Вацлава стал его брат Карел. За одну из краж был в 1941 году осуждён на 18 месяцев тюремного заключения.
Его одержимость женщинами уходит корнями в 1946 год, когда он в составе гуманитарных конвоев возил гуманитарную помощь в Румынию и Болгарию. Солдаты частично разворовывали груз и меняли его, в том числе на сексуальные услуги. Он стал свидетелем и участником некоторых необычных сексуальных практик. Также иногда стреляли[кто?] из едущего поезда по всему живому, что видели. Молодому Мразеку это давало чувство превосходства над другими. Позже вспоминал пережитое в тот период с большим удовольствием. Также тогда он пристрастился к порнографической литературе, часто садистского характера.
У Мразека с юности стали проявляться различные девиации сексуального поведения, в том числе садизм, некрофилия, педофилия и зоофилия. Для удовлетворения своих сексуальных желаний пытался устроиться работать в морг. Наибольшее удовольствие ему доставлял момент умерщвления жертвы. Он признавался, что когда жертва после выстрела падала на землю, это возбуждало его больше, чем сам половой акт.
Женщины, с которыми он имел «нормальные» отношения, описывали его как достаточно посредственного любовника. Отталкивала также его маниакальная бережливость, происходившая из бедного детства.
Большую часть времени, в течение которого совершал преступления, он прожил с постоянной партнёршей, от которой имел несколько детей.

## Преступления
Во время прогулок по Хомутову Мразек часто видел одиноких молодых девушек. Такие встречи вызывали у него желание сексуально ими овладеть. Желание было настолько мощным, что вызывало прилив крови к голове, пульсирующую боль, слабость и чувство приближения обморока. В результате он пришёл к идее использования насилия для достижения полового акта.
Первое убийство совершил 22 августа 1951 года, когда тремя ударами палки убил пятнадцатилетнюю Хану Хлоубову, когда она пасла у леса коров. Тело оттащил в укромное место и удовлетворил с ним сексуальное желание. До признаний Мразека это убийство не связывалось с остальными.
16 сентября застрелил тремя выстрелами тридцатидвухлетнюю Брониславу Паюркову на дороге между Йирковом и Кийицеми. Тело затащил через дамбу к ручью, где совершил с ним половой акт, а затем втащил в воду. Звуки стрельбы его напугали. На следующие преступления предпочёл взять нож. Однако следующие две жертвы выжили. В одном случае нож не смог пробить челюстную кость, в другом девочке было нанесено 18 ножевых ран, однако все поверхностного характера. Малая глубина раны, низкий рост преступника и его тонкий голос вызвали предположение полиции, что преступником могла быть и женщина (с живыми жертвами не смог совершить сексуальный акт).
1 июня 1952 года Мразек проходил мимо корчмы, где были танцы. Взглянув в окно на танцующих девушек, испытал возбуждение и решил совершить ещё одно нападение. Возле корчмы украл велосипед, на котором стал ездить по окрестностям, высматривая очередную жертву. Дважды проехал мимо двадцати двухлетней Елены Мармоновой , а на третий раз выстрелил. Пуля пролетела между волосами и воротником пальто. Удивлённая Мармонова нагнулась, и вторая пуля пробила пальто на её спине. Мразек подошёл поближе, но следующая пуля застряла в стволе. Во время стрельбы у него произошла эякуляция, в связи с чем он потерял к девушке интерес. Отверстие от пули на пальто Мармонова обнаружила только на следующий день. Первоначальная версия была, что это молодой человек девушки случайно продырявил ей одежду. Но прибыв на место ночной засады, обнаружили[кто?] след волочения тяжёлого предмета в люцерну, где нашли тело шестнадцатилетней Марии Дворжаковой, которую Мразек убил через час после первой встречи, когда она ждала своего молодого человека. Он поехал подвезти их общего друга домой на мотоцикле, пообещав Марии вернуться как можно скорее. Девушка пошла в направление к району На Сенику, но встретила Мразека, едущего на велосипеде. Он убил её одним выстрелом. Потом отошёл на несколько метров, чтобы убедиться, что выстрел не привлёк ничьего внимания. Вернулся к телу, оттащил его к трансформаторной будке и ножом срезал с неё одежду. Потом совершил с телом половой акт. Голову прикрыл остатками одежды, а на тело положил туфли, которые Дворжакова несла в руках.
Четвёртой жертвой стала 14 июля 1954 года студентка Йиржина Хельмихова (16 лет), которая пошла в лес, чтобы насобирать трав, и где её должен был встретить её парень. Но она сильно опоздала, и тот её не дождался. Её встретил Мразек, проезжавший мимо на велосипеде. Проехав мимо, он спешился и позвал её. Девушка не ответила, тогда он выстрелил ей в лицо, а затем занялся сексом с её телом. Полиция начала масштабное расследование нападений.
Пятой и шестой доказанными жертвами стала пара Либуше Дуфкова (19 лет) и Карел Трлифай (26 лет). Он наткнулся на них, когда они шли пешком 9 августа 1955 года по дороге между Хомутовым и Бржезенцем. Карела убил тремя выстрелами, обчистил и скинул в яму, завалив его тело камнями и ветками. Дуфкова пыталась симулировать свою смерть. Она решила сбежать, когда убийца отвлёкся, но он заметил это и убил её одним выстрелом в спину, а затем, оттащив в сторону, совершил с телом половой акт.
Несмотря на всю масштабность поисков преступника в районе Хомутова, где совершались большинство из этих преступлений, Мразек достаточно долго ускользал от криминалистов. Впервые в истории чехословацкой криминалистики была создана специальная группа «Бронислава» (по имени предполагавшейся первой жертвы). Было проверено 25 тысяч подозреваемых, раскрыто несколько преступлений, и арестован ряд разыскиваемых полицией преступников, обнаружено и изъято большое количество нелегального оружия. Мразека, благодаря его тихому поведению и постоянной работе и семье, никто не подозревал, а он решил опять сменить способ нападения.
Следующих несколько девушек он пытался задушить, но они все остались живы и звали на помощь. В дополнение к покушениям на убийство, Мразек в этот период совершил несколько изнасилований молодых девочек и девушек, самой молодой из которых было 6 лет. Во время одного из преступлений он совершенно случайно избежал захвата, а по-видимому, и линчевания родственниками жертвы. Детей не убивал, так как, по его словам, считал это ненужным. Мразек знал о ведущемся расследовании, так как получал информацию от своих друзей, работавших в полиции. Из-за опасения быть пойманным решил сменить место работы и переехал в Кладно. Из-за ошибки паспортного чиновника он был вычеркнут из списков подлежавших проверке.
Последнее ограбление и убийство совершил в отношении жены своего знакомого Ладислава Берана, Альжбеты (57 лет). Мразек решил ограбить своих знакомых, так как считал, что они скопили много денег. В ночь на 9 ноября 1956 года ворвался в дом Беранов. Он предполагал, что Беранова находится на ночной смене, и в доме никого нет. Однако в спальне он столкнулся с Альжбетой, которая его узнала и стала звать по имени. Мразек убил её прямо на постели топором, который он подобрал во дворе. Убийство он первоначально не планировал. Топор взял, чтобы с его помощью взломать дверь. Заставил 11-летнюю внучку убитой женщины помогать искать в доме ценности и деньги. Перед уходом изнасиловал девочку. Она не могла его описать, так как его лицо было закрыто платком.

## Задержание
Мразек был задержан 17 марта 1957 года после обыска, проведенного из-за того, что его поймали на краже на шахте в Любушине, где он работал в качестве банщика. Один из шахтёров, вышедший раньше, поймал его за руку, когда он обыскивал одежду в раздевалке. Из-за того, что подобные кражи происходили и раньше, шахтёры вызвали полицию. При обыске было обнаружено несколько вещей, украденных при последнем убийстве. В подвале был найден пистолет Walther 7,65 мм., соответствующий оружию, применявшемуся в нескольких убийствах в районе Хомутова. Следователи также обнаружили в квартире множество краденых вещей.
Мразек первоначально сознался только в нескольких кражах. К нему в камеру подсадили информатора, который ничего не смог у него выведать. Только после получения результатов баллистической экспертизы расплакался и сознался во всех убийствах и ещё целом ряде других преступлений. Он знал о преступности своих деяний и действовал достаточно обдуманно, что и позволило ему столь долгое время избегать правосудия. Интересно, что, по его словам, он боялся вида крови. Среди украденных вещей было много таких, которые Мразек никак не мог использовать в хозяйстве.
Мразека также подозревали в трёх убийствах в Северной Богемии, объединённых в дело «Эрика», по имени одной из жертв. Ни в одном из них он не признался, а из двух был позднее вычеркнут как возможный преступник.
Мразек был необычно быстро осуждён, ещё в 1957 году. Он не знал, что в Чехословакии опять введена смертная казнь, и был уверен, что получит максимальный срок в 10 лет за 7 убийств, 4 покушения на убийство и 14 случаев изнасилования малолетних.
29 декабря 1957 года Вацлав Мразек был казнён в тюрьме Панкрац. Его брат Карел получил 12 лет лишения свободы за соучастие в ряде ограблений.

## В массовой культуре
- По мотивам дела Мразека режиссёр Петр Шульхофф снял в 1966 году фильм «Убийца прячет лицо» (чеш. Vrah skrývá tvář)[4].
- Дело Мразека является одной из частей документальной трилогии «Антология преступлений» (чеш. Hrdelní zločiny) 2001 года[5].